# 卡雷尔·恰佩克
卡雷尔·恰佩克（捷克語：Karel Čapek，1890年1月9日—1938年12月25日），20世纪捷克最有影响力的作家之一。
1921年，卡雷尔出版了《羅梭的萬能工人》（Rossum's Universal Robots），书中首次引入了“机器人（Robota，后演化为robot）”一词。卡雷尔称是其兄弟约瑟夫·恰佩克发明了该词。
卡雷尔和约瑟夫都是著名的反法西斯人士。2005年6月捷克票選「最偉大的捷克人」（Největší Čech）中，他排名第九。